# 1305년

## 연호
- 원(元) 대덕(大德) 9년
- 일본(日本) 가겐(嘉元) 3년
- 쩐 왕조(陳朝) 흥롱(興隆) 13년

## 기년
- 원(元) 성종(成宗) 11년
- 고려(高麗) 충렬왕(忠烈王) 복위 7년
- 쩐 왕조(陳朝) 영종(英宗) 13년

## 사건
- 6월 23일 - 프랑스와 플레밍 간에 아티스-수-오게(Athis-sur-Orge)에서 평화 조약이 맺어졌다.
- 8월 23일 - 스코틀랜드의 독립운동 지도자인 윌리엄 월리스가 처형되다.

## 사망
- 8월 23일 - 윌리엄 월리스, 스코틀랜드 독립운동가.